# 理查森湖
66°45′S 50°38′E / 66.750°S 50.633°E
理查森湖是南極洲的湖泊，位於恩德比地，處於里塞-拉森山，毗鄰阿蒙森灣東岸，在1956年被澳大利亞的探險隊拍攝照片，在1958年11月被首次踏足。